# Estrella doble (astronomía)
En astronomía, se denomina estrella doble a dos estrellas que parecen muy próximas vistas desde la Tierra. Existen dos tipos de estrellas dobles:
- Estrellas binarias, cuando las dos estrellas se encuentran próximas en el espacio y se encuentran gravitacionalmente unidas. La mayoría de estrellas son estrellas binarias.[1]
- Estrellas dobles ópticas, cuando realmente las estrellas no están próximas en el espacio y no existe un vínculo gravitatorio entre ellas.

Un ejemplo de binaria es Gamma Delphini (γ Del), en donde ambas componentes, separadas 9,6 segundos de arco, se encuentran a una distancia entre sí que varía entre 40 y 600 UA, completando una órbita cada 3249 años. Como ejemplo de estrella doble óptica está Anser (α Vulpeculae) y 8 Vupeculae, visualmente una binaria amplia, pero en donde la separación real entre ambas estrellas es de unos 200 años luz.